# Cryptembia multicolor
Cryptembia multicolor is een insectensoort uit de familie Anisembiidae, die tot de orde webspinners (Embioptera) behoort. De soort komt voor in Peru.
Cryptembia multicolor is voor het eerst wetenschappelijk beschreven door Ross in 2003.